# Gesualdo
Gesualdo – miejscowość i gmina we Włoszech, w regionie Kampania, w prowincji Avellino.
Według danych na 1 stycznia 2022 roku gminę zamieszkiwało 3256 osób (1610 mężczyzn i 1646 kobiet).